# Reloj chino
El Reloj chino es un reloj de torre que se encuentra en el cruce de las calles Bucareli y Atenas de la colonia Juárez en la Ciudad de México. Fue un obsequio de Puyi, último emperador chino, y su gobierno con motivo del centenario del inicio de la guerra de independencia de México. 

## Historia
En el sitio donde se ubica la torre del Reloj chino se encontraba la Fuente de la Libertad, obra del arquitecto Joaquín Heredia, que representaba la independencia del pueblo de México. El 14 de diciembre de 1899 en Washington se firmó el Tratado de Amistad, Comercio y Navegación entre China y México, iniciando así las relaciones comerciales entre ambos países. Fue la comunidad de chinos residentes la que tomó la iniciativa para construir esta torre en donde se colocó el reloj enviado por la dinastía Qing. La obra fue inaugurada en 1910, durante el marco de las celebraciones del centenario de la Independencia de México. La instalación de este reloj de torre motivaría la edificación de otro, el Reloj otomano, en 1912.
Durante los acontecimientos bélicos de la Decena Trágica de 1913, el reloj sufrió graves daños al ser alcanzado por los proyectiles de los cañones rebeldes disparados desde La Ciudadela. Fue necesario llevar a cabo una reconstrucción completa, la cual estuvo a cargo del arquitecto Carlos Gorbea, nuevamente, la comunidad china realizó una recaudación de fondos. El reloj fue reinaugurado el 29 de septiembre de 1921 en el marco de la celebraciones del centenario de la consumación de la Independencia. A principios del siglo XXI el reloj lucía en una amplia glorieta, debido al intenso tráfico de la avenida Bucareli, el diámetro de la glorieta ha sido reducido. Enfrente del reloj se encuentra la Secretaría de Gobernación. 
Aunque la obra ha sido conservada mediante trabajos de mantenimiento, en mayo de 2010, con motivo de las fiestas del bicentenario de la Independencia de México, se realizó una nueva remodelación de la torre del reloj, esta vez financiada con las donaciones de la revista China Hoy Latinoamérica. Antes del inicio de los trabajos se llevó a cabo una ceremonia en la cual estuvieron presentes Wu Yonheng, representante de la embajada china, y Alejandra Moreno Toscano, representante del Centro Histórico de la Ciudad de México.

## Galería

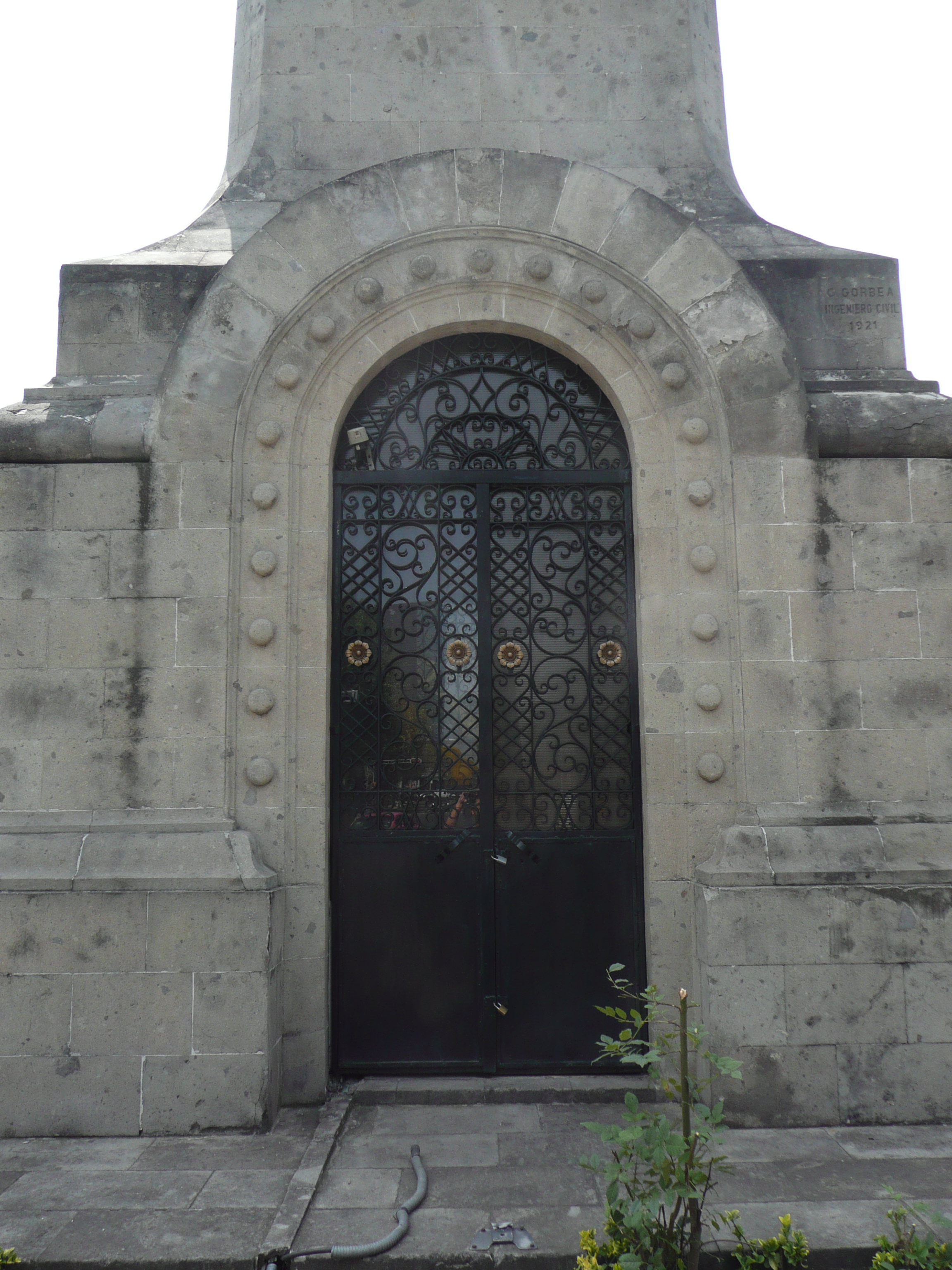
Cara norte, puerta de acceso
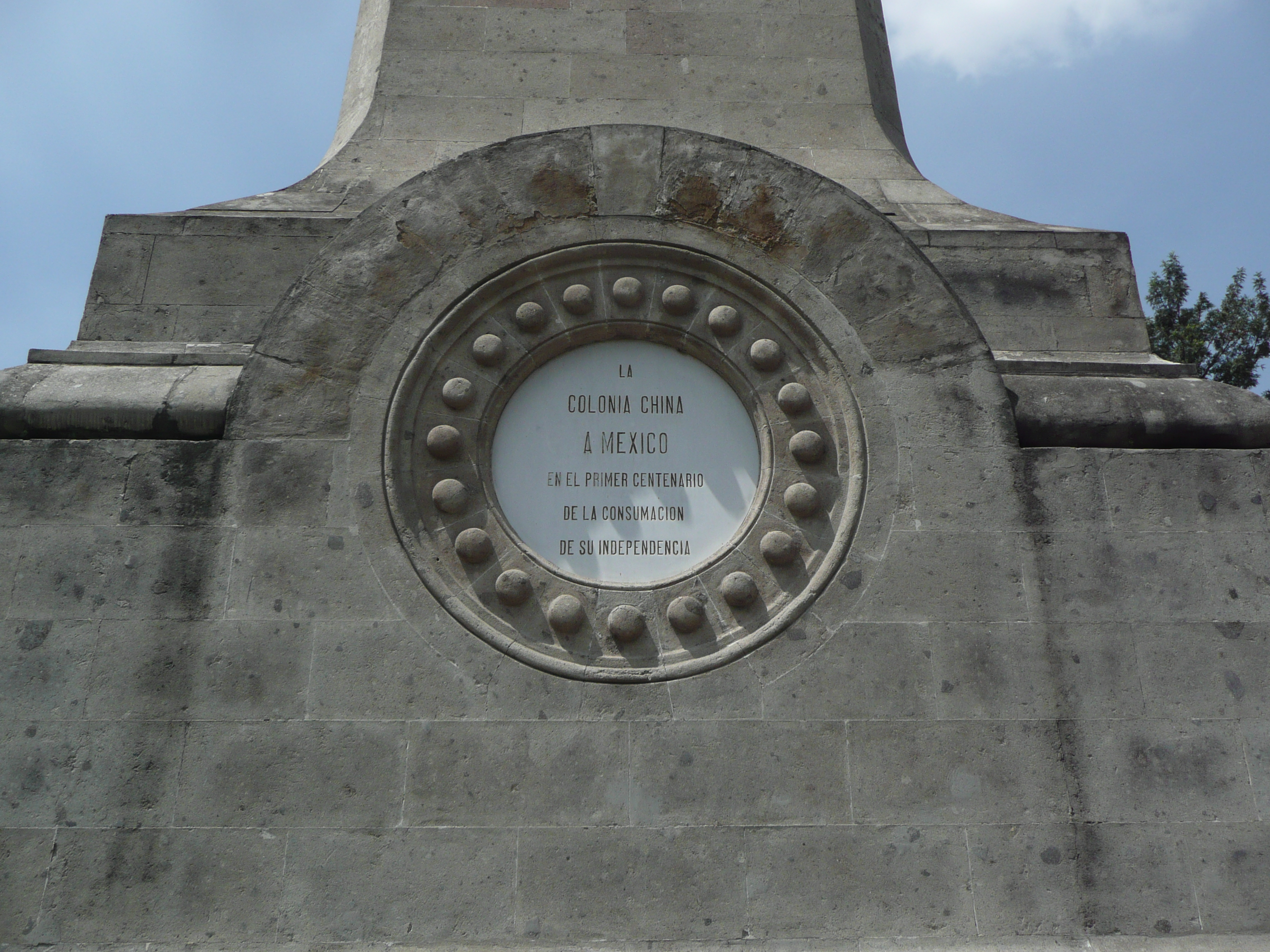
Cara oriente, "La colonia china a México en el primer centenario de su independencia"
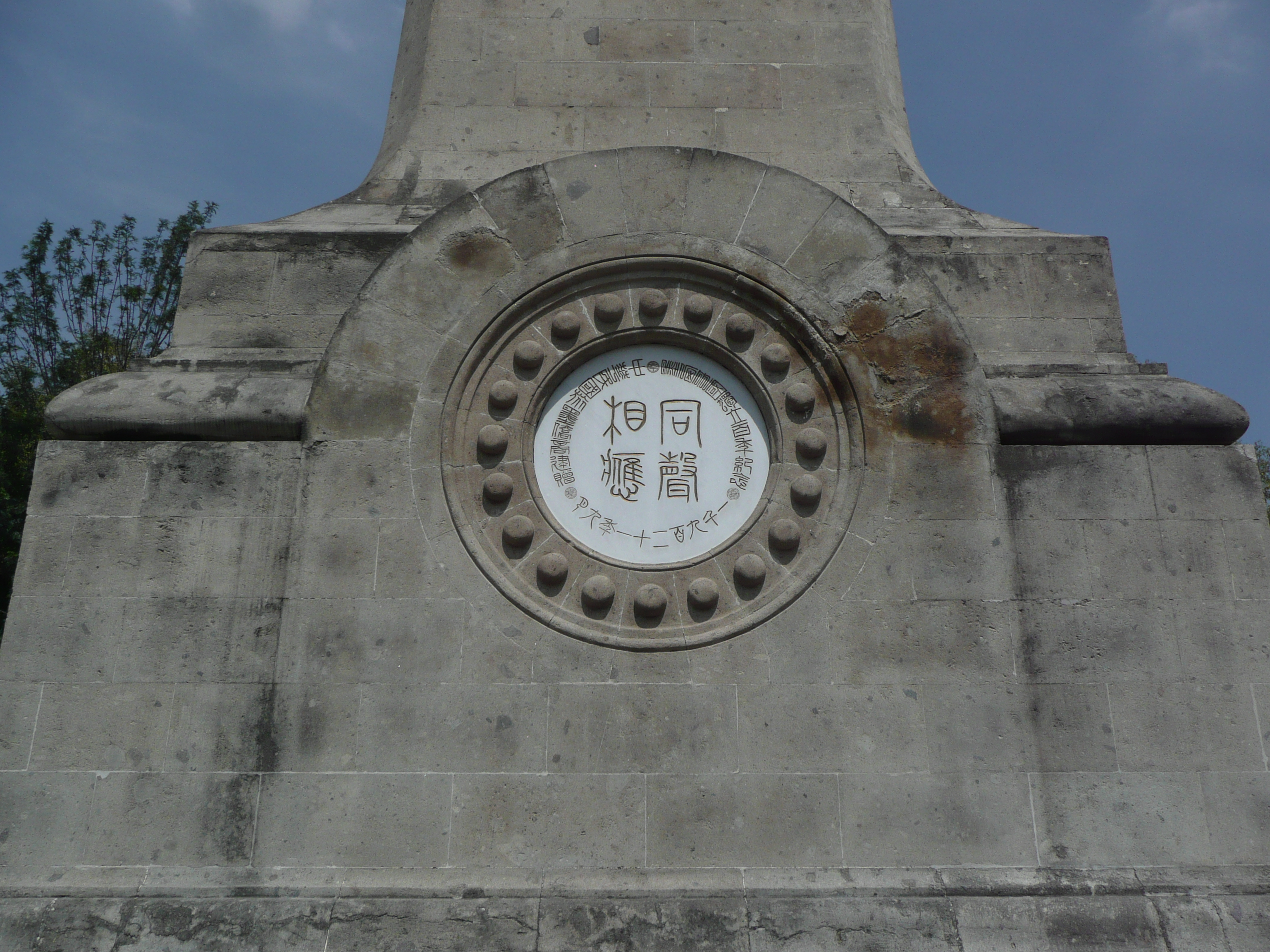
Cara sur, cuatro caracteres chinos Tong Sheng Xiang Ying cuyo significado es:"Las voces del mismo sentir hacen ecos". Esta frase hace patente que los chinos residentes en México comparten las alegrías y penas del pueblo mexicano.
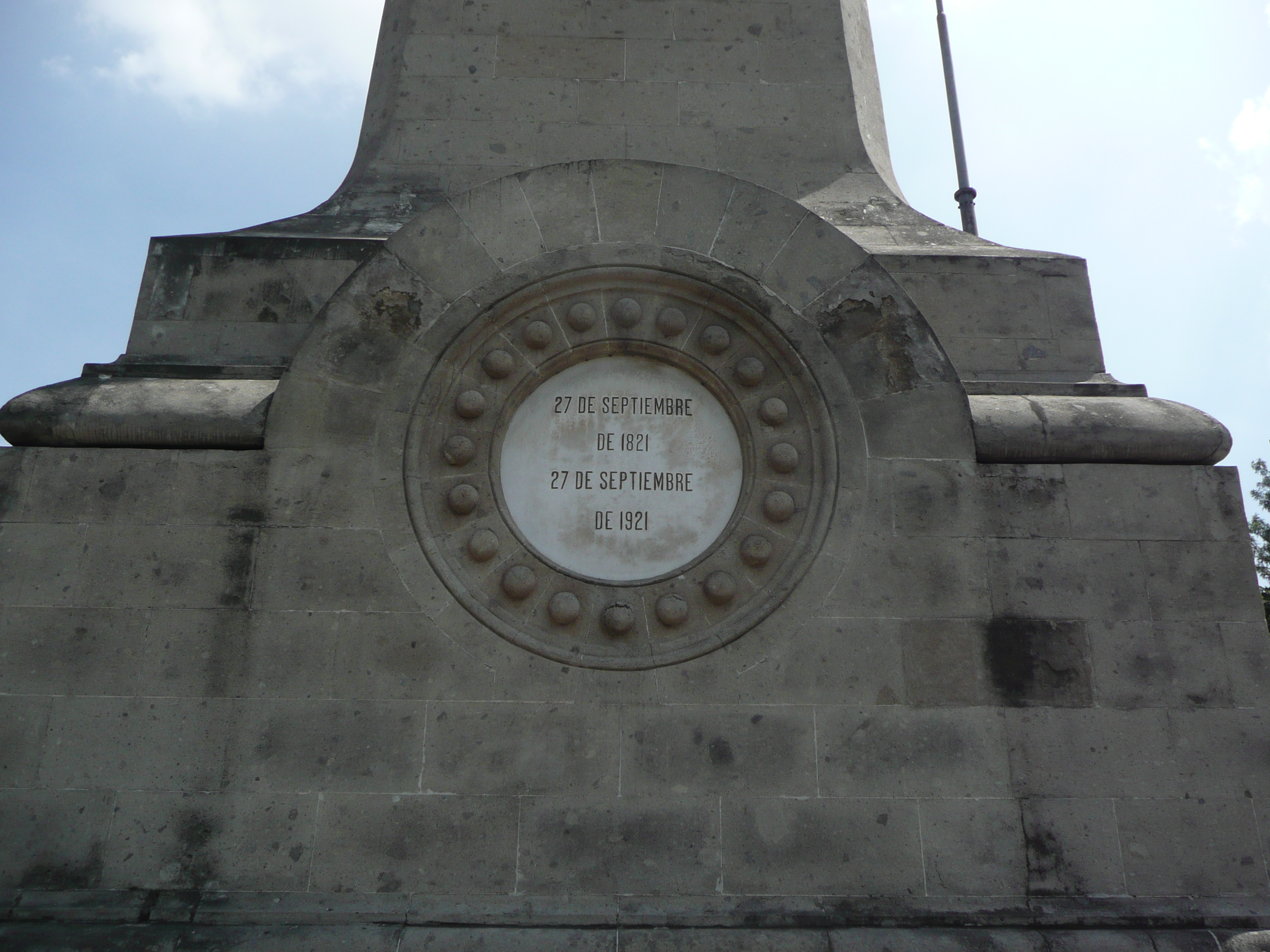
Cara poniente, "27 de septiembre de 1821, 27 de septiembre de 1921", fechas colocadas por el centenario de la consumación de la independencia de México.